# Окита Соџи
Окита Соџи (транслит. ; 1842. или 1844 – 19. јул 1868) био је капетан прве јединице Шинсенгумија, специјалне полиције оформљене у Кјоту током касног Токугава шогуната. Познат је као један од најбољих мачевалаца у одреду.

## Рани период
Рођен је под пуним именом као Окита Соџиро Фуџивара но Харумаса 1842. или 1844. године у самурајској породици округа Ширакава. Породица му је имала добру репутацију самураја. Његов прадеда био је Окита Канемон а његод деда Окита Санширо. Његов отац Окита Кацуџиро, умро је 1846. са собом оставивши троје деце. Осим Соџира, који је био најмлађи, имао је и две ћерке: Мицу (1833.–1907) и Кин (1836.–1908). Његова сестра Мицу која је имала великог удела у његовом образовању удала се за Ринтара, сина којег је породица Окита усвојила као свог, док је њу после смрти свог оца усвојио Кондо Шусуке, трећи мајстор „Теннен Ришин-рју“ мачевалачког стила. Окита са својих 8 година почиње да вежба у „Шиеикан“ доџоу Конда Шусукеа а тамо упознаје и Кондо Исамија будућег вођу једиице Шинсенгуми. Окита се показао изузетно надареним за технике мачевања, савладавши све технике до своје осамнаесте године.
Године 1861, Окита постаје главни тренер-учитељ (џукутоу) у Шиеикану. Иако су га често описивали као искрену, учтиву и доброћудну особу, према својим ученицима умео је да буде строг и преке нарави.

## Период у Шинсенгумију
Пре него што оде за Кјото 1863. године, Окита мења своје пуно име у "Окита Соџи Фуџивара но Канејоши". Постаје један од вођа Шинсенгумија и добија ранк Фукучо Џокин (Помоћник/заменик капетана) Окита Ринтаро, такође ученик Теннен Ришин-рју школе мачевања постаје командант „Шинчогумија“ (сестринска јединица стациониране у граду Еду).
Окита је био један од најмлађих чланова јединице (Тодо Хеисуке је био најмлађи), а сматра се и да је био један од чланова умешаних у убиство Серизава Камоа (једног од оригиналних команданта Шинсенгумија) и Учијама Хикоџира 1863. године.
Једнако вешт са шинаијем, бокеном, и катаном, његова јединствена техника називана је међу познаваоцима Мумјо-кен  (техника којој се у једном захвату сече противников врат и оба рамена) Техника Мумјо-кен била је његов лични изум али узима се као могућност да је на њу утицала Хиџикатина техника „Хиразуки“.
Уврежено је мишљење да је Окитина болест - туберкулоза, откривена када се онесвестио током борбе код Икедаје што је најчешће приказано у серијама које прате ову јединицу и историјски период. Други извори говоре да је од ове болести оболео након те акције. Обе теорије могу бити истините будући да је туберкулоза болест која може убити веома брзо (у року од неколико недеља) али и споро (неколико година). Међутим у овом периоду историје, људи оболели од ове болести нису живели дуже од годину дана, а у времену Окитиног освешћивања па све до његове смрти прошло би четири године. Неки истраживачи верују да се Окита срушио услед анемије или сунчанице али прави разлог остаје и даље непознат. Осим тог случаја погрешно се верује да је Окита убио Јошида Тошимароа током напада на Икедају, то је само део романсиране фикције и та тврдња се сматра нетачном.
Позивајући се на неке романе, многи верују да су Окита и Хиџиката били као браћа. Судећи по историјским чињеницама, Јаманами Кеисуке је био тај који је Окити више био као брат и када је Јаманами прекршио један од правила Шинсенгуми јединице, покушајем да дезертира, био је принуђен (од стране Хиџикате) да изврши сепуку. Окита је био помагач (секундант) у ритуелном самоубиству 1865. године које је описано као изузетно болан период који је обележио његов кратак живот. Не постоји ниједан чврст доказ који би могао да укаже да су Хиџиката и Окита били блиски па је њихов прави однос део историјске дебате.
Године 1865, Окита постаје капетан прве јединице Шинсенгумија, успут обављајући посао кенџуцу инструктора. Током исте године добија препоруку од Кондо Исамија да постане пети мајстор Теннен Ришин-рју стила.
Иако је мање вероватно да је истинито, било је гласина да је Окита био власник чувене катане „Кикуичи-монџи“ док је заиста потврђено да је поседовао сет од катане и вакизашија „Кага Кијомицу“.

## Смрт
Током Бошин рата, после битке на Тоба-Фушими, Окита одлази у болницу Мацумото Џуна у Еду. Након тога усељава се у кућу где живи са својом сестром Мицу, њеним мужем Ринтаром и њиховом децом. Кад су се снаге шогуната (укључујући и Шинсенгумије и Шинчогумије) повукле у регион Тохоку, Окита остаје сам у Еду. Датума 19. јула 1868. (30 дана, петог месеца по лунарном календару) Окита умире од туберкулозе. Исте ноћи га сахрањују у Сенсо-џи храму у Токију под именом који је добио по рођењу. Иако је данас на истом месту, Окитин гроб није доступан за јавност а посета је дозољена само једном годишње и то у јулу када надређени храма то дозволе.
Сматра се да је Окита имао 25 година кад је умро али је та претпоставка базирана на иформацији да је рођен 1844. Будући да је прави датум рођења још увек непотврђен и да је Окита рођен можда две године раније, та тврдња се не може потврдити.

## Име
У периоду када су многи људи имали само једно име (преставници нижих класа попуте земљорадника нису имали право на презиме), Окита, као део породице угледних самураја могао је да се похвали да је имао пуно име и презиме. "Окита" (沖田) било је његово званично презиме, док је "Соџиро", касније "Соџи" (総司) његово име. У јапанској култури је да се име представља и потписује прво презименом па тек именом што није случај и у западној култури. Фуђивара (藤原) означава припадност клану (презиме његових потомака), а „Канејоши“ (房良) је било његово „џицумеи“ име (нешто као средње или друго име у западној култури). И даље није потврђен тачан период када је променио име у „Окита Соџи Фуџивара но Канејоши“ (период од 1861-1863) али постоји теорија да је то урадио зато што су га људи ословљавали са „Со-џи“ (скраћено од имена Соџиро). Уместо пуног имена, људи су га звали Окита Соџи или Окита Соџи Канејоши. У писању користио је „Фуџивара но Канејоши“ или „Окита Канејоши“ (карактерима написано попут иницијала).

## Окита у популарној култури
Као и остали чланови Шинсенгумија, Окита је масовно коришћен у популарној култури као историјска личност али и као инспирација за измишљене ликове у серијама, филмовима, мангама, анимеима и осталим медијима.
У годишњим таига драмама које већ деценијама прави национална телевизија Јапана о својим историјским личностима и догађајима, Окита се појављује у драми из 2004. године под називом „Шинсенгуми!“ где га је играо глумац Тацуја Фуџивара. 
Накратко се појављује и у таига серији „Рјомаден“ из 2009. године.
Окита је главни лик и наратор у аниме/манга серијалу „Peacemaker Kurogane“.
Протагониста је кратког стрипа Because Goodbyes are Coming Soon, од Јукимуре Макото.
Помиње се у манга/аниме серијалу „Rurouni Kenshin“ које прати догађаје Меиџи обнове, а споредан је лик и у серијалима „Bakumatsu Kikansetsu Irohanihoheto“ и „Shuumatsu no Walküre“.
Појављује се и у делима: „Ghost Sweeper Mikami“, „Shura no Toki“, „Kaze Hikaru“, „Kido Shinsengumi: Moeyo Ken“, као и у многим другим.
У духовитом серијалу Гинтама лик Окита Согоа је инспирисан његовом личношћу.
Окита се појављује и у игрицама попут Kengo: The legend of the 9 samurai, „Shinsengumi Gunrou-den“, „Fu-un Shinsengumi“, „Bakumatsu Renka Shinsengumi“, „Chaos Wars“, „Hakuouki: Shinsengumi Kitan“.
Један од ликова је у филму „Табу“ из 1999. године.